# 世臣
世臣（?—?），字嵩乔、松乔，号天木，觉罗氏，乡试榜名趙世臣，满洲正白旗人。康熙丁酉举人，雍正丁未进士。授翰林院检讨，侍读学士，日讲起居注官，乾隆18年由内阁学士升盛京礼部侍郎，19年革职，并任乾隆四年己未科会试同考官。

## 家族
- 曾祖尼雅格；
- 祖阿隆鄂；
- 父石圖；
- 子英文，乾隆戊午举人；
- 女儿嫁雍正庚戌进士、山西知府齊達之子哲庫纳。[2]

## 轶事
乾隆二十年，有正白旗滿洲養育兵佛松，冒充世臣的儿子赵文英希圖誆銀，最终被發往黑龍江充當苦差。